# Marius Șumudică
Marius Șumudică, né le 4 mars 1971 à Bucarest, est un footballeur roumain, reconverti entraîneur.

## Carrière

### Joueur
Avec le club du CS Marítimo, il dispute 50 matchs en première division portugaise, inscrivant 7 buts. Le 24 octobre 1999, il inscrit un doublé dans ce championnat, lors de la réception du FC Alverça (victoire 3-0).
Le 23 août 2001, il inscrit un doublé en Coupe de l'UEFA avec le Rapid Bucarest, à l'occasion d'un match contre le club lituanien d'Atlantas Klaipėda (victoire 8-0).

## Palmarès

### Joueur
| - Rapid Bucarest - Championnat de Roumanie - Champion (1) : 1999 - Coupe de Roumanie - Vainqueur (2) : 1998 et 2002 - Supercoupe de Roumanie - Finaliste : 1998 |  | - CS Marítimo - Coupe du Portugal - Finaliste : 2001 |

### Entraîneur

#### En club
- Astra Giurgiu
  - Championnat de Roumanie
    - Champion (1) : 2016

  - Supercoupe de Roumanie
    - Vainqueur (1) : 2016

  - Coupe de Roumanie
    - Finaliste  : 2017

#### Distinction personnelle
- Entraîneur roumain de l'année : 2016